# Thionia variata
Thionia variata är en insektsart som beskrevs av Melichar 1906. Thionia variata ingår i släktet Thionia och familjen sköldstritar. Inga underarter finns listade i Catalogue of Life.